# Longsart
Longsart is een gehucht in de gemeente Manage in de Belgische provincie Henegouwen.
Het gehucht ligt zo'n twee kilometer ten zuidoosten van de dorpskern van Manage, tegen de grens met Seneffe. Het wordt omsloten door een spoorweg en enkele autowegen. In het noorden vindt men het bedrijventerrein Seneffe-Manage.

## Geschiedenis
De Ferrariskaart uit de jaren 1770 toont in de omgeving wel een gehucht Longsart, maar dit anderhalve kilometer verder ten noordoosten, op huidig grondgebied van Seneffe. In de omgeving van het latere gehucht in Longsart, duidt de kaart een hoeve aan Cense Codène.
Op het eind van het ancien régime eind 18de eeuw, toen de gemeenten werden gecreëerd, kwam het gebied bij de gemeente Seneffe.
De Atlas der Buurtwegen uit 1843 duidt hier een gehucht aan Hameau du Coq d'Inde; de Vandermaelenkaart uit het midden van de 19de eeuw een gehucht Codene. Ook kaarten later in de 19de eeuw, tot in de tweede helft van de 20ste eeuw duidden hier de plaatsnaam Codène aan.
In de jaren 1840 werd ten zuiden van de plaats een spoorlijn geopend van 's-Gravenbrakel naar Charleroi.
Toen Manage in 1880 van Seneffe werd afgesplitst, werd Longsart mee ondergebracht in de nieuwe gemeente Manage.
Longsart bezat een in 1905 gebouwd neoromaans kerkgebouw, gewijd aan Sint-Jan-de-Evangelist.
In het derde kwart van de 20ste eeuw werd ten zuiden van Longsart, nabij de spoorlijn, de autosnelweg A15/E42 aangelegd, en ten noorden de expresweg N59, waardoor de plaats door grote verkeersinfrastructuur omsloten raakte.
Ten gevolge van mijnschade bleek de Église Saint-Jean l'Évangéliste instabiliteiten te vertonen en aldus moest de kerk in 2010 om veiligheidsredenen worden gesloten. In 2014 werd ze gesloopt.
Deelgemeenten: Bellecourt · Bois-d'Haine · Fayt-lez-Manage · La Hestre · Manage

Overige plaatsen: Basse Hestre · Longsart

Belgische gemeenten · Arrondissement Zinnik · Henegouwen · Wallonië